# Hendersonia juncina
Hendersonia juncina är en svampart som beskrevs av J.W. Ellis 1915. Hendersonia juncina ingår i släktet Hendersonia och familjen Phaeosphaeriaceae.   Inga underarter finns listade i Catalogue of Life.